# 冷钢
冷钢（Cold Steel, Inc.）是美国的一家冷兵器制造公司，生产销售各类刀、剑和其它武术器械及露营狩猎工具，总部设在加利福尼亚州文图拉。 冷钢产品在世界各地都有生产，包括美国、日本、中国大陆、台湾、印度、意大利和南非。

## 部分产品

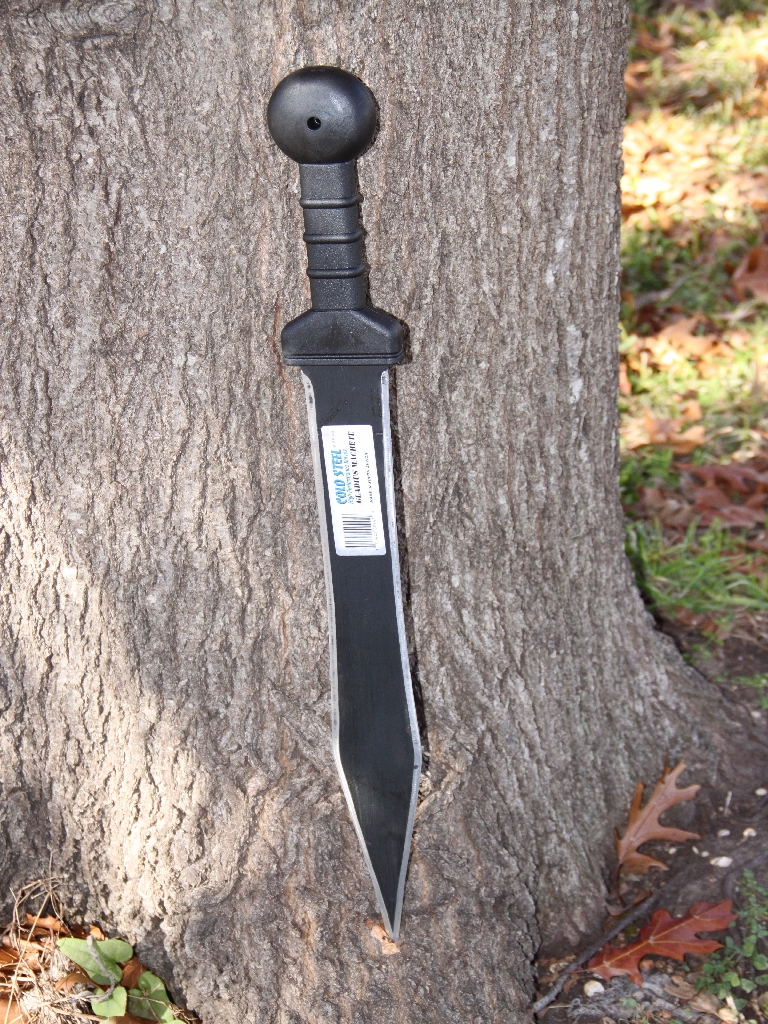
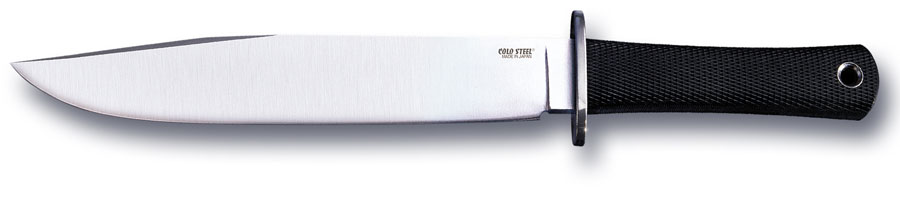
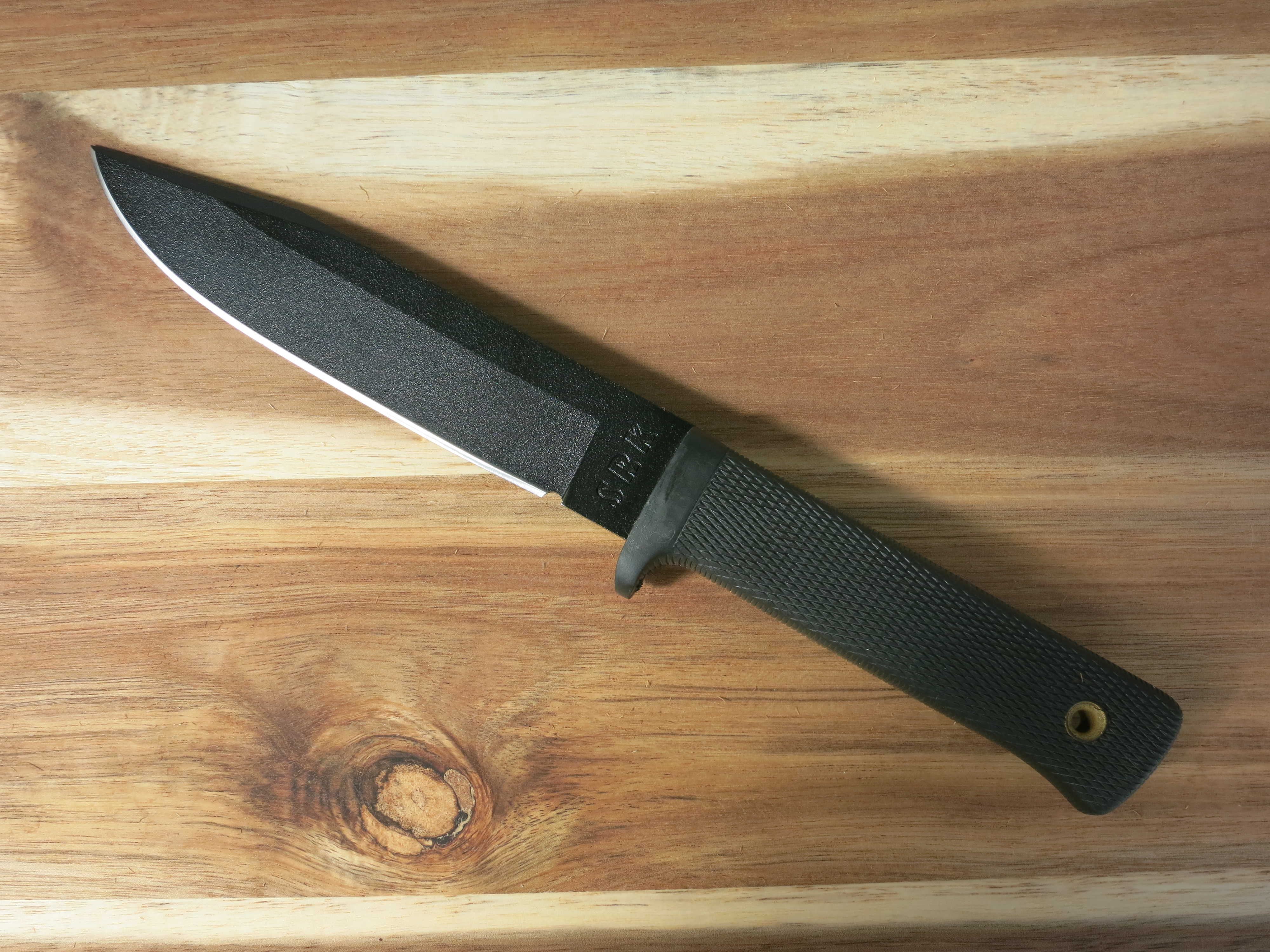
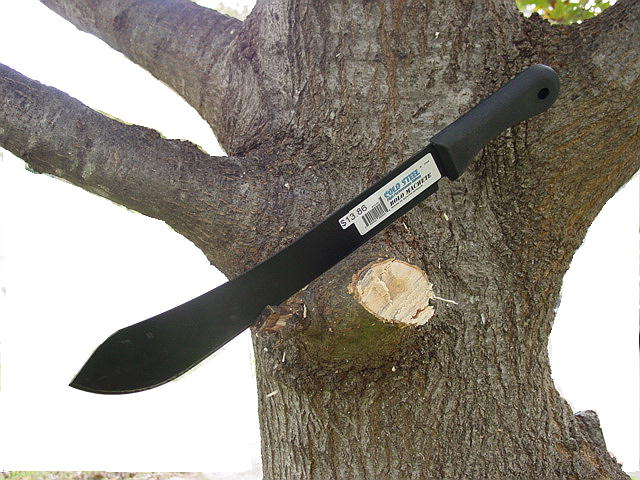
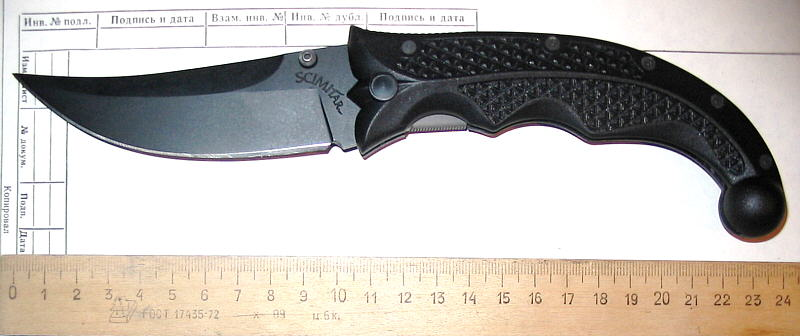
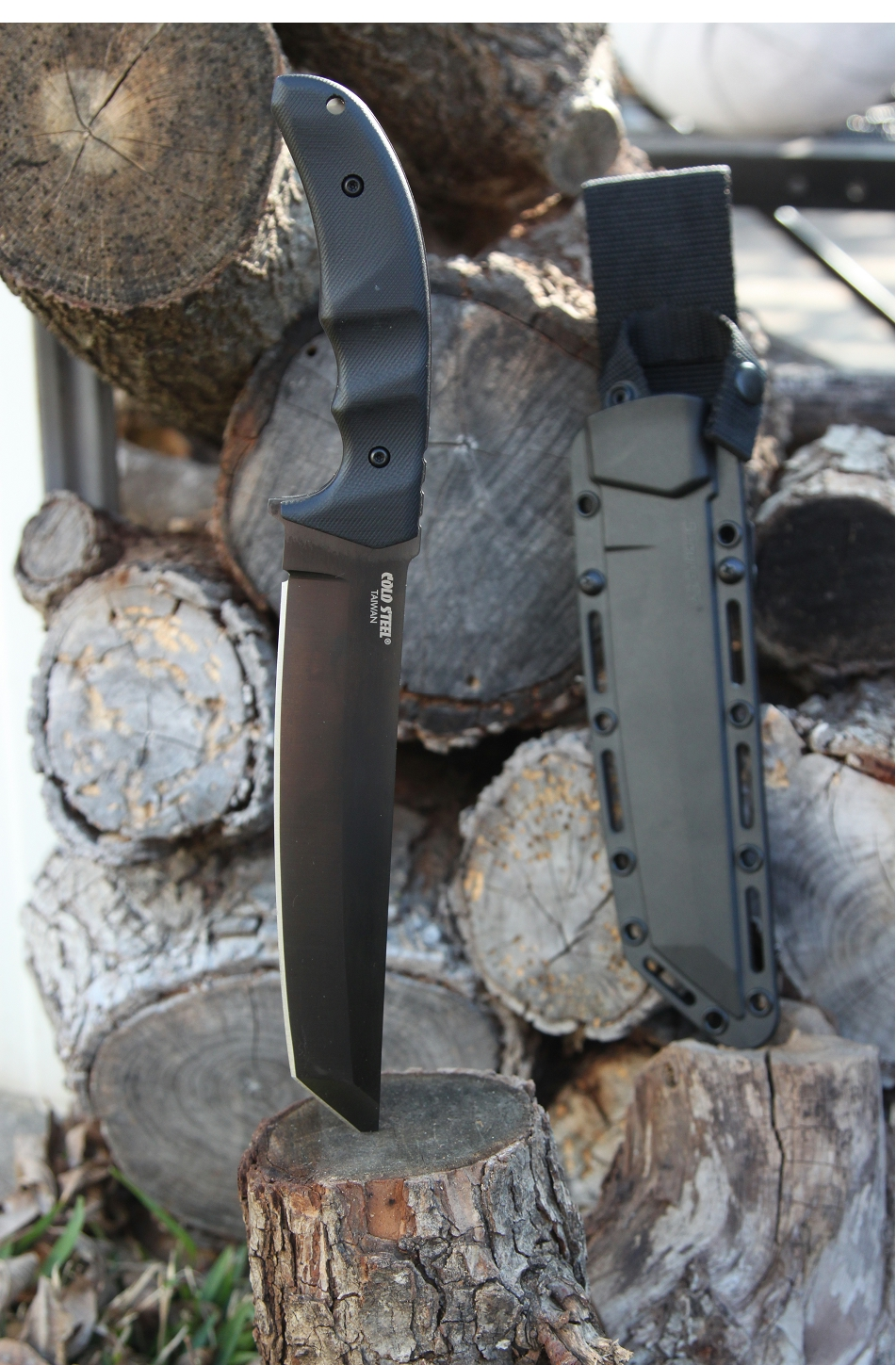